# Szent Kelemen-katedrális (Prága)
A Szent Kelemen-katedrális (Katedrála svatého Klimenta) a cseh görögkatolikusokat összefogó cseh apostoli exarchátus főtemploma Prága Óvárosában, a Klementinumban, a Károly utca (Karlova ulice) és a Keresztesek (Keresztes lovagok) utcájának (Křižovnická ulice) sarkán, az Olasz kápolna mellett.

## Története
A Klementinum építésének késő barokk szakaszában épült 1711–1715 között, aminek alapján valószínű, hogy legalább részben Kilian Ignaz Dientzenhofer tervei alapján. Az építész neve nem maradt fenn; némelyek közvetett adatok alapján arra következtetnek, hogy František Maxmilián Kaňka lehetett.
Az évszázadok viharai megkímélték.
1931-ben František Kordač prágai érsek különítette el a görögkatolikus hívek szükségleteire. II. János Pál pápa emelte katedrálissá, amikor 1996. március 13-án megalakította a cseh apostoli exarchátust.

## Az épület
A szinte teljesen körbeépített templom kívülről nem túl jellegzetes.

## Berendezése
A festmények és bútorok barokk pompája lenyűgöző. A négy freskót Jan Hiebel festette, a stukkódíszeket Bernardo Spinetti készítette.
A mennyezetfreskó a névadó szent Kelemen legendáját eleveníti meg.
A templomatyák és az evangélisták szobrait Matyáš Bernard Braun faragta. A hatalmas pilléreket díszítő és vértanúkat ábrázoló képeket Ignác Raab festette.
Egészen sajátos megoldásként a főoltára nem valódi oltár, csak a falra festett oltárkép. Az optikai illúzió márványlap benyomását kelti; Josef Kramolín festette. Az oltárkép szent Kelement ábrázolja, de mindez nem látható, mert eltakarja az ikonosztáz.
A hat mellékoltár egyaránt gazdagon díszített. A Szent István-oltáron Szent Anna képét Petr Brandl festette.
A szentély előtti ikonosztáz és a karzat alatti, szent Cirillt és Metódot ábrázoló festmény Ivan Mrkvička (Jan Václav Mrkvička) munkája.